# Deseiro de Arriba
Deseiro de Arriba es una localidad española situada en la parroquia de Sergude, del municipio de Boqueijón, en la provincia de La Coruña, Galicia.

## Demografía
| Gráfica de evolución demográfica de Deseiro de Arriba entre 2011 y 2018 |
|                                                                         |
| Datos según el nomenclátor publicado por el INE.                        |